# Omer Lakomica
Omer Lakomica (Italija 1921. – 1997.) hrvatski prevoditelj i urednik. 

## Životopis
Sin Talijanke i imućnog muslimana iz Bara u Crnoj Gori, konzularnog službenika Kraljevine Jugoslavije. Poslije Rima otac je premješten u Izmir gdje je Omer pohađao francusku osnovnu školu za djecu diplomata. Hrvatski je počeo usavršavati tek u gimnaziji pošto se obitelj vratila u Sarajevo. Otac je nakon toga stupio u carinsku službu te se obitelj preselila na Sušak. Omer Lakomica postao je član SKOJ-a, dospio je u zatvor i završio u logoru na jugu Italije. Logor su oslobodili Amerikanci 1943. te se pridružuje partizanima u Bosni i Crnoj Gori. U Beogradu je pohađao novinarsku školu. Tamo je 1948. uhićen kao informbiroovac. Proveo je neko vrijeme u zatvoru na Banjici gdje su ga danonoćno tukli nastojeći izvući imena suradnika dok naposljetku nije premješten na Goli otok. Nakon pet godina robije vraćen je u beogradski zatvor, a jednoga dana samo su ga pustili. Nemajući kamo, vratio se u zatvor da zamoli da ondje prespava još jednu noć dok supruga nije poslala po njega sutradan. U Rijeci se zaposlio u luci, ali usput je prevodio i upoznao se s ljudima iz Otokara Keršovanija. Bio je oženjen za Vesnu rođ. Crnković iz Novalje. Nisu imali djece. Umro je nakon duge borbe s rakom.

### Prijevodi
| Autor             | Naziv djela              | Mjesto, i godina izdanja                                       |
| ----------------- | ------------------------ | -------------------------------------------------------------- |
| Benchely, Peter   | "Ralje"                  | Znanje, Zagreb, 1976.                                          |
| Capote, Truman    | "Psi laju"               | Otokar Keršovani, Rijeka, 2001.                                |
| Cleland, John     | "Fanny Hill"             | Otokar Keršovani, Rijeka, 1969.                                |
| Grey, Zane        | "Ames Arizonac"          | Otokar Keršovani, Rijeka, 1962.                                |
| Grey, Zane        | "Pljačkaško gnijezdo"    | Otokar Keršovani, Rijeka, 1963.                                |
| Grey, Zane        | "Western Union"          | Otokar Keršovani, Rijeka, 1964.                                |
| Grey, Zane        | "Tajanstveni jahač"      | Otokar Keršovani, Rijeka, 1964.                                |
| Grey, Zane        | "Zapadno od Pecosa"      | Otokar Keršovani, Rijeka, 1964.                                |
| Grey, Zane        | "Princezin ranč"         | Otokar Keršovani, Rijeka, 1964.                                |
| Grey, Zane        | "Pješčane stube"         | Otokar Keršovani, Rijeka, 1964.                                |
| Grey, Zane        | "Družina Dinamit"        | Otokar Keršovani, Rijeka, 1966.                                |
| Grey, Zane        | "Brijeg tutnji"          | Otokar Keršovani, Rijeka, 1966.                                |
| Grey, Zane        | "Ovčar s Guadalupa"      | Otokar Keršovani, Rijeka, 1966.                                |
| Grey, Zane        | "Šumski čovjek"          | Otokar Keršovani, Rijeka, 1966.                                |
| Grey, Zane        | "Izgubljena rijeka"      | Otokar Keršovani, Rijeka, 1966.                                |
| Grey, Zane        | "Nevada"                 | Otokar Keršovani, Rijeka, 1966.                                |
| Grey, Zane        | "Gonič stada"            | Otokar Keršovani, Rijeka, 1966.                                |
| Grey, Zane        | "Do posljednjeg čovjeka" | Otokar Keršovani, Rijeka, 1966.                                |
| Grey, Zane        | "Betty Zane"             | Otokar Keršovani, Rijeka, 1977.                                |
| Grey, Zane        | "Klanac smiraja"         | Otokar Keršovani, Rijeka, 1985.                                |
| Lawrence, D. H.   | "Aronova palica"         | Otokar Keršovani, Rijeka, 1961.                                |
| Robbins, Harold   | "Baštinici"              | Otokar Keršovani, Rijeka, 1978.                                |
| Sheldon, Sidney   | "Ako dočekam sutra"      | Otokar Keršovani, Rijeka, 1986.                                |
| Uris, Leon        | "Odsustvo od buđenja"    | Otokar Keršovani, Rijeka, 1959.                                |
| Wharton, Edith    | "Doba nevinosti"         | Znanje, Zagreb, 1996.                                          |
| Jones, James      | "Trkači olovnih nogu"    | Otokar Keršovani, Rijeka, 1965.                                |
| Munsterberg, Hugo | "Daleki istok"           | Otokar Keršovani, Rijeka, 1968.                                |
| Farrell, James T. | "Studs Lonnigan"         | Otokar Keršovani, Rijeka, 1968. (s Borisom Gerrechtschammerom) |
| Kishon, Ephraim   | "Raj u najam"            | Znanje, Zagreb, 1986.                                          |

Izvor:

Zlatko Crnković: O sudbini knjige Psi laju i njena prevoditelja, Knjigositnice, Otokar Keršovani, Rijeka 2003.